# The Ballroom Blitz
«The Ballroom Blitz» (también conocida como «Ballroom Blitz») es una canción de la banda británica de glam rock Sweet. Fue escrita por Nicky Chinn y Mike Chapman e interpretada originalmente por Sweet, sin embargo, es una de las canciones más conocidas y emblemáticas del grupo, en la cual, Nicky Chinn y Mike Chapman lo mantuvieron en el proceso creativo hacia el éxito, siguiendo también con «Fox On The Run», siendo esta última de la autoría de los integrantes del grupo.
La canción fue lanzada como sencillo en 1973, alcanzando el puesto n.º 1 en Australia y el n.º 2 en las listas de sencillos del Reino Unido. En Estados Unidos alcanzó el éxito en 1975, llegando al puesto n.º 5 y en Canadá al n.º 1. «The Ballroom Blitz» se incorporó a la versión estadounidense y canadiense del álbum de 1974 Desolation Boulevard de Sweet.

## Contexto
La canción está inspirada en un incidente ocurrido en 1973, cuando al estar actuando el grupo en el Gran Salón en Kilmarnock, Escocia, fueron expulsados del escenario por un aluvión de botellas.

## Otras interpretaciones
«The Ballroom Blitz» ha sido interpretada por diversos grupos y artistas, entre otros:
Les Humphries Singers, The Rezillos, The Damned, Krokus, The Ark, Agent Orange, Batmobile, Buzzcocks, Les Wampas, Moderatto, Material Issue, Nina Hagen, Nuclear Assault, Surf Punks, Testify, The Offspring, Vanilla Ninja, Tia Carrere, KickStart, Recycled Percussion, The Struts, The Peacocks, Betty Black Boots y The Protomen.